# 高千穂神社
高千穂神社（たかちほじんじゃ）は、宮崎県西臼杵郡高千穂町に鎮座する神社である。国史見在社「高智保皇神（高智保神）」の有力な論社であるが、近代社格制度上は村社にとどまった。2024年（令和6年）現在は神社本庁の別表神社となっている。

## 社名
古来「十社（じっしゃ）大明神」や「十社宮」などと称されて来たが、1871年（明治4年）に「三田井神社」と改称、更に1895年（明治28年）に現社名に改称した。

## 祭神
主祭神は一之御殿（いちのごてん）の高千穂皇神（たかちほすめがみ）と二之御殿の十社大明神。
高千穂皇神は日本神話の日向三代と称される皇祖神とその配偶神（天津彦火瓊瓊杵尊と木花開耶姫命、彦火火出見尊と豊玉姫命、彦波瀲武鸕鷀草葺不合尊と玉依姫命）の総称で、十社大明神は神武天皇の皇兄、三毛入野命（みけぬのみこと）とその妻子神9柱（三毛入野命の妃神である鵜目姫（うのめひめ）命と、両神の御子神である御子太郎（みこたろう）命、二郎（じろう）命、三郎（さぶろう）命、畝見（うねみ）命、照野（てるの）命、大戸（おおと）命、霊社（れいしゃ）命、浅良部（あさらべ）命）の総称とされる。
十社大明神の中心である三毛入野命は、「記紀」に浪穂を踏んで常世国に渡ったとあるが、当地の伝承では、高千穂に戻り当時一帯を荒らしていた鬼神の鬼八（きはち）を退治、当地に宮を構えたと伝える。また文治5年（1189年）3月吉日の年記を持つ当神社の縁起書『十社旭大明神記』には、神武天皇の皇子「正市伊」が「きはちふし」という鬼を退治し、その後正市伊とその子孫等が十社大明神として祀られたという異伝を載せている。更に、正和2年（1313年）成立の『八幡宇佐宮御託宣集』巻2に、「高知尾（明神）」は神武天皇の御子である神八井耳命の別名で、「阿蘇（大明神）」の兄神であるとの異伝もあり、また、『平家物語』巻8緒環段では、「日向国にあがめられ給へる高知尾の明神」の正体は「大蛇」で豊後緒方氏の祖神であるとしている。
また、鵜目姫命は祖母岳明神の娘神で、鬼八に捕らわれていたところを三毛入野命に助け出され、後にその妃神になったという。

## 歴史
高千穂は日向三代の宮である高千穂宮が置かれた地と伝えられるが、天孫降臨伝承と在地固有の信仰が融合し、更に熊野修験も加わるなど複雑な信仰を包含する。また、槵觸神社は古来より当神社の春祭りに対して秋祭りを行うなど、当神社と密接な関係を持つものでもあった。
社伝によれば、三毛入野命が神籬を建てて、祖神の日向三代とその配偶神を祀ったのに創まり、三毛入野命の子孫が長らく奉仕して、後に三毛入野命他の十社大明神を配祀、垂仁天皇の時代に初めて社殿を創建したと伝える。当神社が国史に見える「高智保神（高智保皇神）」であるとすれば朝廷からの神階授与があったことになるが、『延喜式神名帳』の記載はない。また、天慶年間（938年 - 947年）に豊後国から大神惟基の長子の政次（高知尾太郎政次）が当地に入り高知尾（高千穂）氏を興したが、社伝によると同氏は当神社を高千穂18郷にわたる88社（高千穂八十八社）の総社と位置づけて崇めたといい、以後も当神社に深く関わるようになったと見られている。
中世になると土持氏の勢力が入り、建久8年（1197年）の『建久図田帳』では妻万（つま）宮（現・西都市の都萬神社）の社領中に「高知尾社八町」、地頭土持宣綱とあって、当神社は妻万宮の管轄下にあったようであるが、同じ頃高千穂氏によって紀州の熊野信仰がもたらされたようで、その後高知尾庄と呼ばれるようになった当神社の社領は、建長6年（1254年）4月26日の関東下知状案を見ると熊野山領とされており、地頭職には高知尾政重が就き、鎌倉時代中期までは熊野山領に組み込まれたようである。また社伝によれば、源頼朝が天下泰平祈願のために畠山重忠を代参に派遣して多くの神宝を奉納、この時重忠によって現存する重要文化財の鉄製鋳造狛犬1対が献納され、境内にある「秩父杉」（高千穂町指定天然記念物）も重忠自らが植えたものといい、文永・弘安の役には敵国降伏祈願のために勅使が差遣されたという。鎌倉時代中頃からは高知尾庄に北条氏被官の安東氏の勢力が進出して来る一方で、熊野別当の後胤を称す浦上氏も預所職を務めるなど当神社を含めた一帯の支配を強めるようになった。また、鎌倉時代末期から高知尾氏に代わり島津氏が地頭となる一方、高知尾氏も三田井氏を称して三田井郷の地頭職を所持するなど、この頃から社領や神事を巡る相論が頻出しだし、南北朝時代にはこれに加えて南朝方に与する阿蘇氏の勢力も進出、社伝によれば征西将軍懐良親王による祈願のための神宝が奉納されたというが、以後阿蘇氏支配の下、「高千穂郷総鎮守」として崇められた。
近世には寛永年間（1624年 - 1644年）に延岡藩主有馬氏から200石の寄進を受け、元禄10年（1697年）に同藩主三浦明敬による親拝、内藤氏も例祭に代参を差遣し神事料を寄進するなど、歴代延岡藩主から崇敬を受けた。
1871年（明治4年）7月に延岡県の県社、11月に美々津県の県社とされたが、宮崎県に改組されると1873年（明治6年）に村社とされた。戦後は神社本庁に参加し、1971年（昭和46年）に別表神社となった。

### 神階
国史見在社であれば、承和10年（843年）9月甲辰（19日）に都濃皇神とともに無位から従五位下を授けられ（『続日本紀』）、天安2年（858年）10月22日に同じく都農神とともに従五位上から従四位上に昇った（『日本三代実録』）。

## 祭祀

### 神事

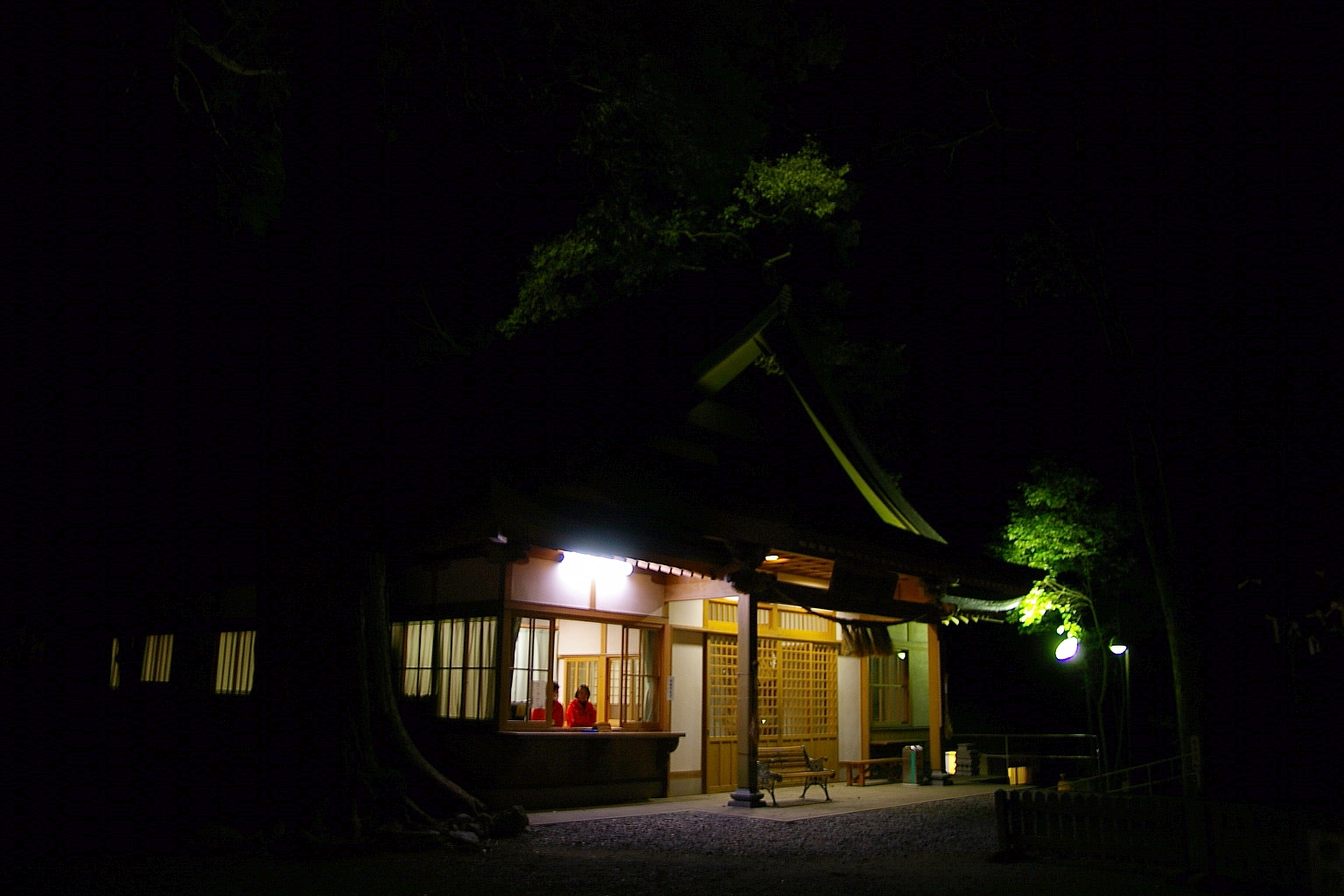
ほぼ毎日観光用の夜神楽が行われる神楽殿

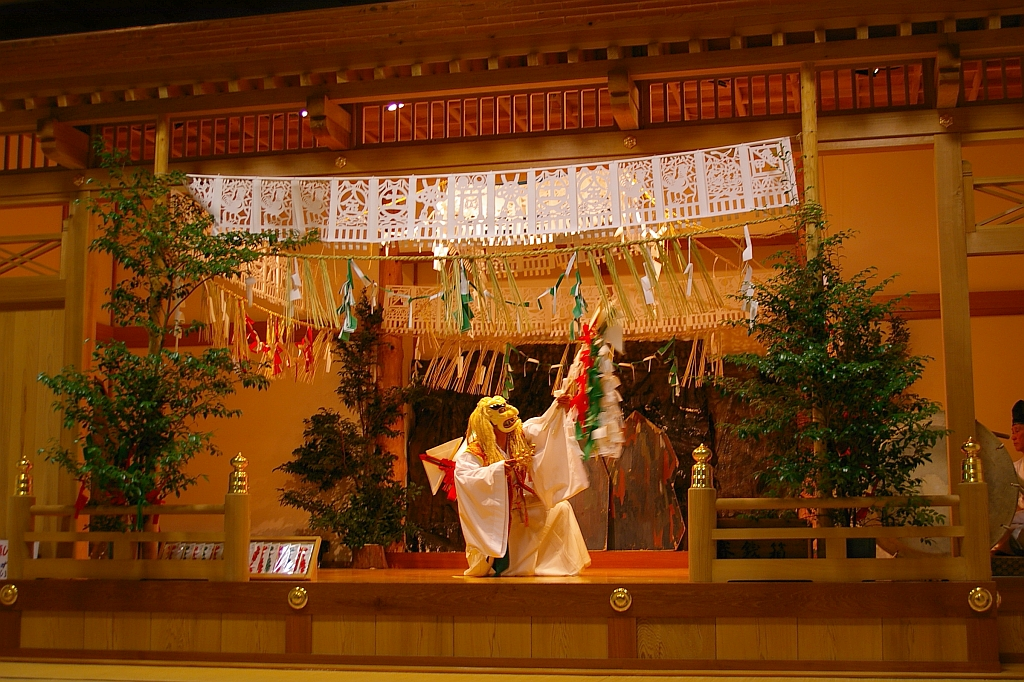
神楽殿の夜神楽の様子

- 例祭（4月16日） - 当年の豊作等を祈る祭りで上述の様に、これに対して槵触神社では秋に感謝祭を行う。また、お旅所である天真名井まで神輿の巡幸があり、そこで神楽が奉納される。
- 日本神話の高千穂夜神楽まつり（11月22 - 23日） - 夜を徹して重要無形民俗文化財に指定されている高千穂の夜神楽全33番が奉納される。ちなみに境内の神楽殿では、年間を通じて観光用に33番の中から「手力雄（たぢからお）」・「鈿女（うずめ）」・「戸取（ととり）」・「御神体（ごしんたい）」の 4番が実演されている。
- 猪掛（ししかけ）祭（旧暦12月3日） - 鬼神鬼八の慰霊のために始められたもので、かつては16歳になる生娘を生贄として捧げていたが、天正年間（1573年 - 1593年）に三田井氏の家臣甲斐宗摂がこれを悪習と嘆き、高城山で巻狩を行って獲た16頭の猪（しし）を代わりに捧げ、以後「鬼餌の狩」と称する狩りで獲た猪を捧げるようになったと伝える。当日は町内 3箇所の鬼八塚に氏子等が供物をするなどの慰霊祭を行った後、社頭で笹振り神事を行う。笹振り神事は神前に 1頭の猪を丸ごと献饌し、鬼八の魂を鎮める「鬼八眠らせ歌」を歌いながら、笹を左右に振る「笹振り神楽」を舞う。これによって鬼八は神へと昇華し、霜害を防ぐ「霜宮」に転生するという。なお、「笹振り神楽」は一に「地祇（ちぎ）の舞」とも呼ばれ、高千穂神楽の祖型であるとされている。

### 祠官
上掲『十社旭大明神記』では十社大明神の子孫が代々奉仕してきたといい、正和3年（1314年）の古文書には「宗重」という神主が、祖先である「承念」以来、26代にわたって他氏を交えず奉仕してきたことを述べ、建武5年（1338年）の文書にも同じ名前が見えるが、その後の神主家の消息は不明である。一方、南北朝時代からは、当神社領であった高知尾庄を10の地区に分け、それぞれに「宣命」と呼ばれる神官職が置かれ、阿蘇氏に属した三田井氏がこれを補任していたとされ、この「宣命」が各地区において神事を司るようになったが、こちらも、その後の沿革は不詳である。

## 社殿
本殿は梁間2間の五間社流造銅板葺で棟に千木・鰹木を置く。安永7年（1778年）に延岡藩主内藤政脩を大檀那として造替された九州南部の代表的な大規模社殿であり、東側の脇障子に彫刻された鬼八を退治する三毛入野命の神像といった当地の伝説や祭礼に関する彫物を施し、西側脇障子の部分には稲荷社を設ける独特の形式などの地方色も顕著に有していることから、国の重要文化財に指定されている。ちなみに天保8年（1837年）に参拝した松浦武四郎は、その紀行文（『西海雑志』）に「本社は東向に瑞籬の中に十社并び建たり」と当時の有様を記している。

## 境内社
以下の境内社がある。

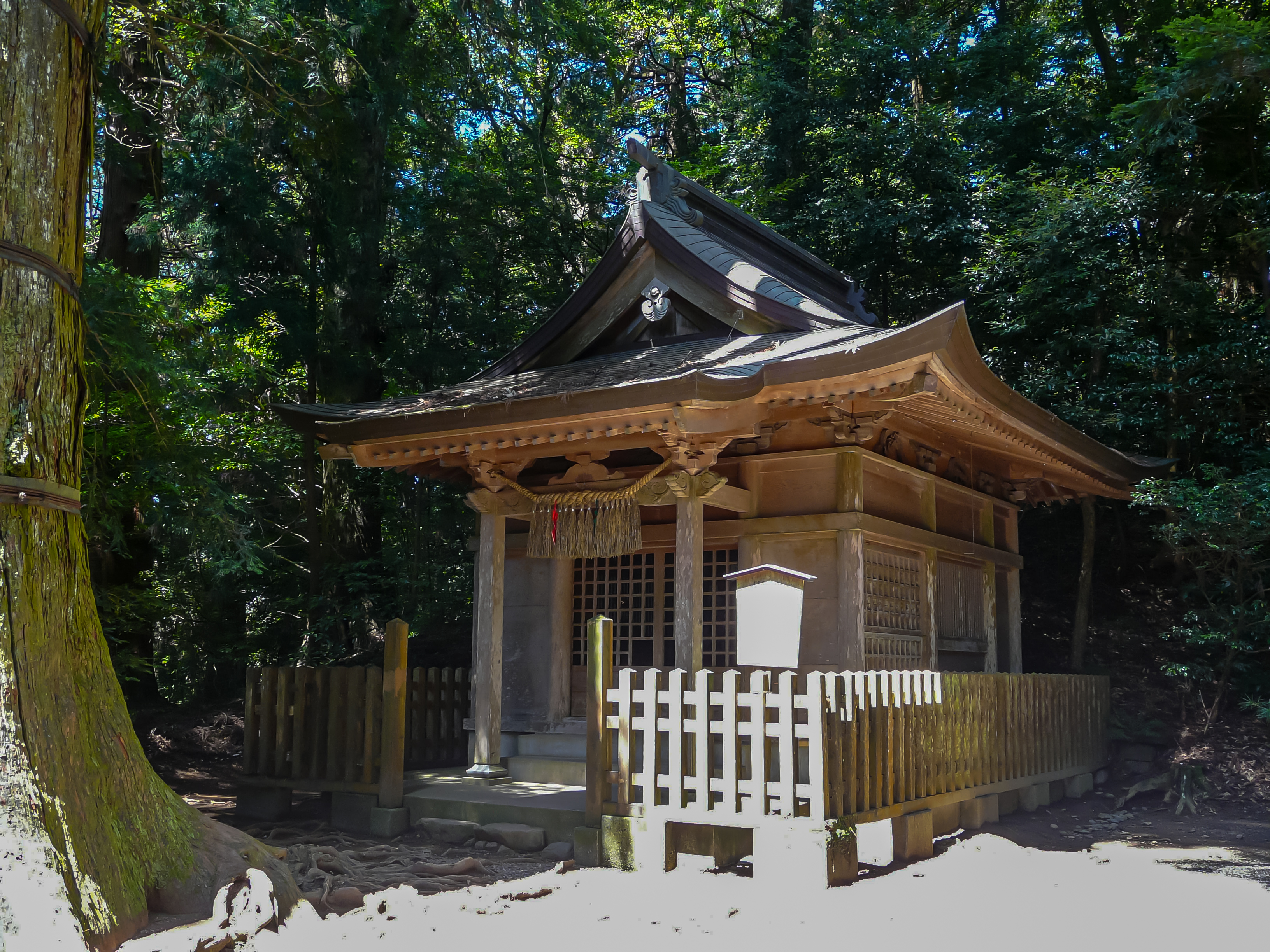
荒立神社・四皇子社

- 稲荷社 - 上述本殿東脇に付属する小祠で、事勝国勝長狭神[13]と大年神を祀っている。
- 荒立神社・四皇子社 - 本殿左側に鎮座し、猿田彦大神・天鈿女命（荒立神社）と神武天皇・五瀬命・稲氷命・三毛入野命（四皇子社）を祀る。荒立神社は明治末年に同町の村社を合祀したものであるが元の地にも復祀されている（現・荒立神社）。
- その他、門守神（祭神不詳）、八坂神社（素盞嗚命）、御霊社（大神惟基）、羽居高天神（菅原道真公）、比波里天神（天村雲命）、鎮守社（祭神不詳）、及び飛地境内の市之神社。

拝殿前西に根元が1つであることから「夫婦杉」と呼ばれる 2本の大杉が聳え、夫婦が手をつないでこれを3周すると、「夫婦円満」・「家内安全」・「子孫繁栄」の 3つの願いが叶うと伝わる。また、本殿東後方に「鎮石（しずめいし）」があり、これは垂仁天皇の勅命による社殿創建に際して用いられた古石と伝え、この石に祈ると個人の悩みから世の乱れまでの一切が鎮められるという。因みに当神社では、茨城県鹿嶋市の鹿島神宮に伝わる「要石（かなめいし）」は同神宮の社殿造営に際して、当神社より贈られたものと伝えている。

## 文化財

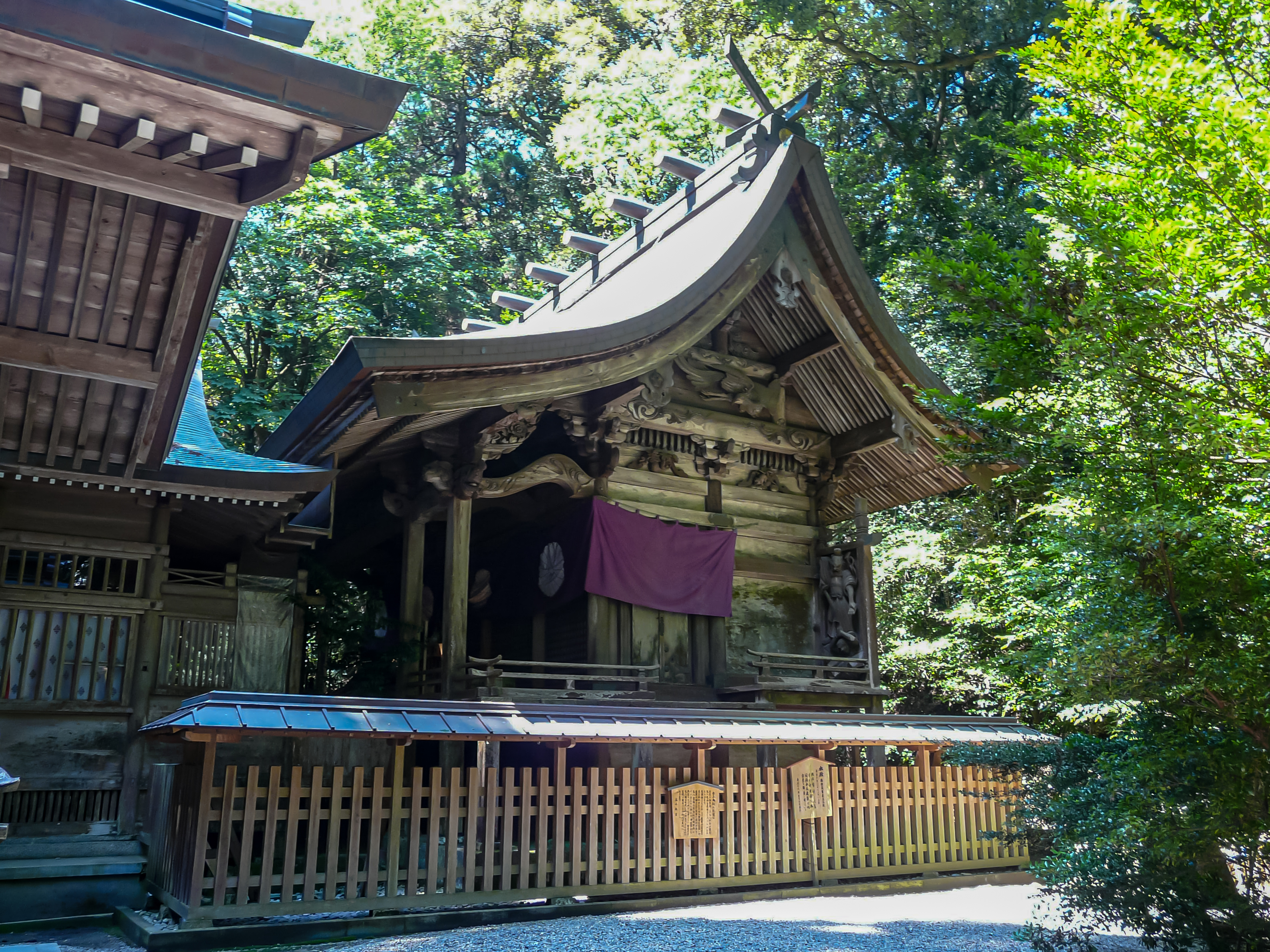
本殿（重要文化財）

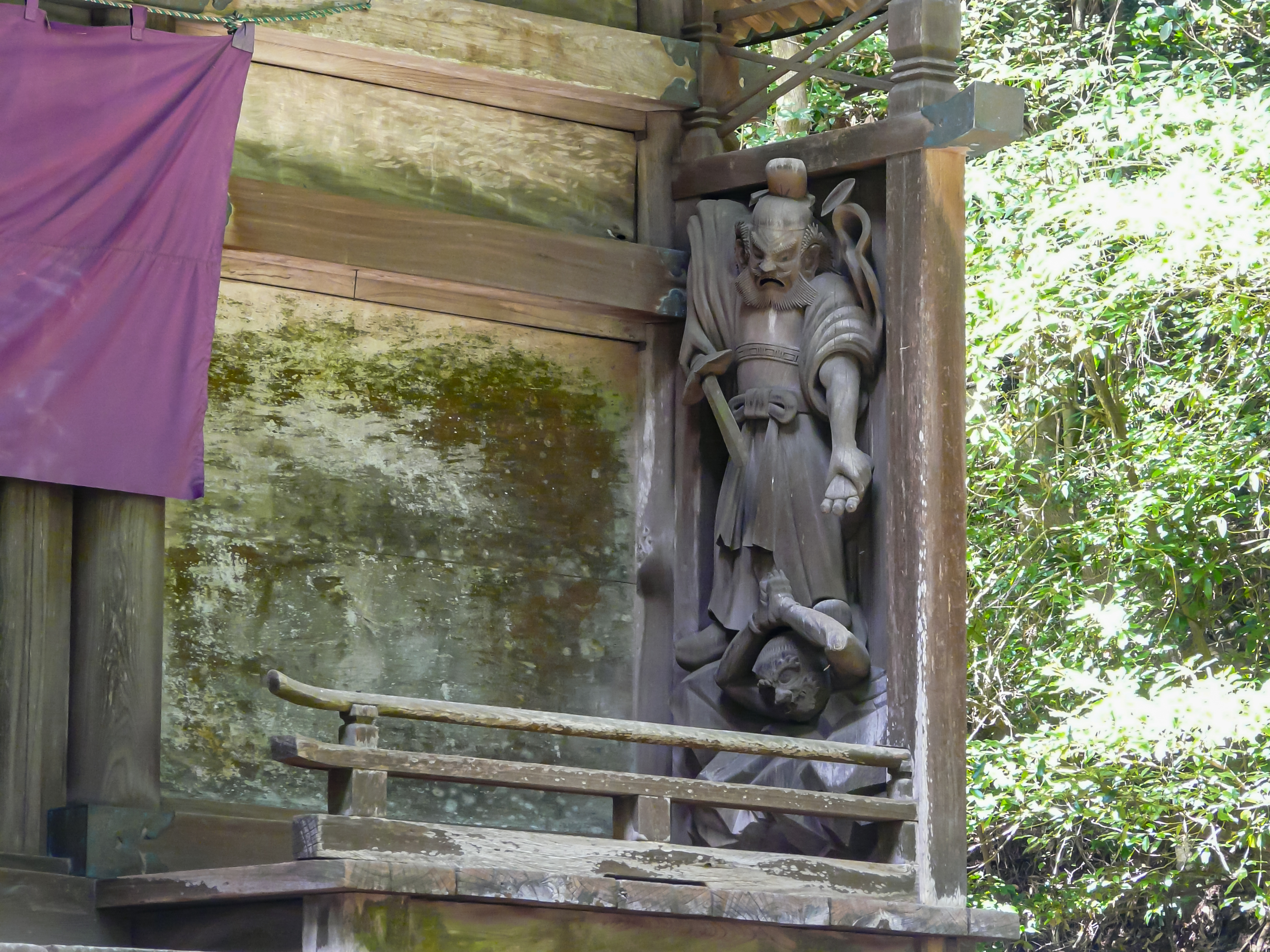
本殿の彫像
祭神の三毛入野命が霜宮鬼八荒神を退治した様子と伝わる。

### 国の重要文化財
- 本殿 - 江戸時代前期（安永7年（1778年））の建立。五間社流造・銅板葺・稲荷社を含む。2004年（平成16年）7月6日指定。
- 鉄造狛犬1対 - 伝・源頼朝奉納の鋳鉄製の狛犬。像高およそ55cmで、一般に鉄像は銅像に比べて複雑な形の鋳造や細部の仕上げが困難であるとされるが、当品は同時代（鎌倉時代）の木彫のものと比較しても遜色がなく、その鋳造技術は鉄造遺品中出色のものとされ、1971年（昭和46年）6月22日に指定された。
- 木造神像〈男神坐像1躯・女神坐像1躯〉附:木造神像2躯 - 元々は荒立神社の神像であったが、同神社を合祀した際（上述）、一緒に移されたもの。県指定の有形文化財に指定されていたが[14]、2020年（令和2年）9月30日付で国の重要文化財に指定された[15][16][17]。

### 高千穂町指定文化財
- 神面 9面 - 町指定有形文化財（美術工芸品）。1969年（昭和44年）3月19日指定。
- 高千穂神社文書 - 町指定有形文化財（美術工芸品）。上述『十社旭大明神記』も含まれている。
- 高千穂神社の父杉 - 町指定天然記念物。1969年（昭和44年）3月19日指定。樹高55m、最大幹周 9mの大杉で畠山重忠の手植えと伝えられている。

## 周辺史跡・名勝
- 高千穂峡
- 十社大明神大明神市ノ正森 - 当神社前にある町指定史跡。市之神社が鎮座する。
- 鬼八塚 - 十社大明神に退治された鬼八が埋葬後に再生し、再び早霜を降すなどの害をなしたため、その体を3つに切り、3所に分けて再葬した跡であると伝える。字神殿にあるものが「首塚」、徳玄寺横の自然石墓が「胴塚」、高千穂高校にあるものが「手足塚」であるという。ちなみに高千穂峡にも鬼八が投げた石と伝える「鬼八の力石」があり、高千穂町大字上野字鬼切畑には鬼八を切った場所とされる「鬼切石」が、同大字向山字竹之迫には鬼八が膝を付いて十社大明神へ弓を射た場所と伝える「鬼八の膝付き石」がある。

## 関連図書
- 安津素彦・梅田義彦 編集 兼 監修者『神道辞典』（神社新報社、1968年（昭和43年）、35 - 36頁）
- 白井永二・土岐昌訓編集『神社辞典』（東京堂出版、1979年（昭和54年）、208頁
- 菅田正昭『日本の神社を知る「事典」』（日本文芸社、1989年（平成元年）、238 - 239頁）
- 『神道の本』（学研、1992年（平成4年）、226頁）